# Pécsi Püspöki Hittudományi Főiskola
A Pécsi Püspöki Hittudományi Főiskola (rövidítve PHF) államilag elismert (akkreditált) egyházi főiskola, mely a Magyar Katolikus Egyház, és ezen belül elsősorban a Pécsi Egyházmegye részére képez katekétákat, teológusokat és hittanárokat. A főiskola a rendszerváltás után 1991-ben indult újra, és jogutódja az 1949-ben feloszlatott Pécsi Püspöki Hittudományi Főiskola és Papnevelő Intézetnek.

## Múltja
A török hódoltság időszaka után fél évszázaddal létesült intézet alapkövét 1742. június 4-én Berényi Zsigmond püspök helyezte el. A Klimó György pécsi püspök által 1774-ben létrehozott háromezer kötetes gyűjteményből álló könyvtár jelentette Magyarország első nyilvános könyvtárát.
1785-től öt éven át a pécsi hallgatók Pozsonyban nevelkedtek. A visszatérést követően nagyszabású bővítés történt az épületen. Szepesy Ignác püspök nevéhez fűződik a város egyik legszebb klasszicista épülete és az általa 1835-ben létrehozott alapítvány segítségével létrejött jogi és bölcseleti karokból álló líceum. Ekkor a könyvtár gyűjteménye négyezer kötettel gazdagodott. Nem sokkal később az 1848–49-es forradalom és szabadságharc a kispapok legnagyobb részét elszólította.
1883-ban megépült a szeminárium épületének nagy nyugati szárnya és ide költözött a kisszeminárium, tíz évvel később pedig megépült az udvar északi oldalát záró díszterem és pipatórium. Az első és második világháború alatt az épület a környéken lakók számára óvóhelyként, majd katonai kórházként működött és csak 1945 közepétől folytatódhatott az oktatás. 1951-ben a szeminárium épületét át kellett adni állami iskola céljaira.
1991-ben Mayer Mihály pécsi megyés püspök újraalapította a főiskolát, ahol az oktatás a jövendő papok nevelése mellett kiterjedt a hittanárok és világi teológusok képzésére is. Az intézmény első rektora Bán Endre lett, aki 1995-ben bekövetkezett haláláig állt a főiskola élén. A főiskola fokozatosan, több év alatt nyerte vissza egykori épületeit.
2014-ben Udvardy György megyés püspök jelentős ráfordítással felújította és korszerűsítette a főiskola 90-es években használt épületét. A korszerűen felszerelt, otthonos épületbe a főiskola 2014 novemberében költözött át.

## Jelene
A főiskola fenntartója a Pécsi Egyházmegye. A főiskola nappali és levelező tagozaton egyaránt kínál képzéseket. Nappali tagozatos képzések: 6 féléves katekéta-lelkipásztori munkatárs alapszak, 10 féléves hittanár-nevelőtanár osztatlan mesterszak, 10, illetve 12 féléves teológia osztatlan mesterszak, illetve 10 féléves kétszakos hittanár-nevelőtanár osztatlan mesterszak. A kétszakos képzések a Pécsi Tudományegyetemmel együttműködésben valósulnak meg: a hittanár-nevelőtanár szakos hallgatók a PTE által kínált közismereti tanári szakok közül választhatnak második szakot.
Levelező tagozaton a főiskola 6 féléves katekéta-lelkipásztori munkatárs alapszakon, 10, illetve 12 féléves teológia osztatlan mesterszakon, 4 féléves pasztorális tanácsadás és szervezetfejlesztés mesterszakon, továbbá 2, illetve 4 féléves hittanár-nevelőtanár mesterszakon kínál képzéseket.
A főiskola keretében működik a Pécsi Egyháztörténeti Intézet.

## Szakok

### Alapszak
- katekéta-lelkipásztori munkatárs

### Osztatlan képzések
- osztatlan tanári [10 félév [hittanár-nevelőtanár]]
- osztatlan tanári [10 félév [hittanár-nevelőtanár; angol nyelv és kultúra tanára]]
- osztatlan tanári [10 félév [hittanár-nevelőtanár; biológiatanár]]
- osztatlan tanári [10 félév [hittanár-nevelőtanár; ének-zene tanár]]
- osztatlan tanári [10 félév [hittanár-nevelőtanár; fizikatanár]]
- osztatlan tanári [10 félév [hittanár-nevelőtanár; földrajztanár]]
- osztatlan tanári [10 félév [hittanár-nevelőtanár; informatikatanár (digitális kultúra tanára)]]
- osztatlan tanári [10 félév [hittanár-nevelőtanár; kémiatanár]]
- osztatlan tanári [10 félév [hittanár-nevelőtanár; magyar nyelv és irodalom szakos tanár]]
- osztatlan tanári [10 félév [hittanár-nevelőtanár; matematikatanár]]
- osztatlan tanári [10 félév [hittanár-nevelőtanár; mozgóképkultúra és médiaismeret-tanár]]
- osztatlan tanári [10 félév [hittanár-nevelőtanár; német nyelv és kultúra tanára]]
- osztatlan tanári [10 félév [hittanár-nevelőtanár; testnevelő tanár]]
- osztatlan tanári [10 félév [hittanár-nevelőtanár; történelemtanár]]
- teológia
- teológia [lelkipásztor]

### Mesterszakok
- pasztorális tanácsadás és szervezetfejlesztés
- hittanár-nevelőtanár (2, illetve 4 félév)

## A főiskola oktatói

### Emberi Méltóság és Társadalmi Igazságosság Tanszék
- Prof. Dr. Kovács Gusztáv egyetemi tanár, tanszékvezető
- Dr. Ragadics Tamás főiskolai docens
- Szücs Attila András tanársegéd
- Dr. Bankó Zoltán óraadó
- Dr. Gáti Ágnes óraadó

### Filozófiai és Vallásbölcseleti Tanszék
- Dr. Szalay Mátyás főiskolai docens, tanszékvezető
- Dr. Kvanduk Frigyes főiskolai docens

### Egyháztörténelem Tanszék
- Dr. Csonta István adjunktus, tanszékvezető
- Dr. Csigi Péter óraadó
- Vörös Péter óraadó

### Szentírástudományi Tanszék
- Dr. Lukács Ottilia főiskolai docens, tanszékvezető
- Dr. Nyúl Viktor főiskolai docens
- Dr. Brent Duckor óraadó

### Dogmatika és Alkalmazott Teológia Tanszék
- Dr. Tamás Roland főiskola docens, tanszékvezető
- Dr. Kajtár Edvárd főiskola docens
- Orova Csaba tanársegéd
- Szép Attila tanársegéd
- Dr. Fekete Zoltán óraadó
- Dr. Hegedüs János óraadó

### Pedagógia-Kateketika-Pszichológia Tanszék
- Dr. Tiringer Aranka főiskolai docens, tanszékvezető
- Jákyné Dr. Csonta Réka adjunktus
- Dr. Somodi Imre adjunktus
- Horváthné Vertike Andrea óraadó

## A főiskola kitüntetésben részesített oktatói
- Dr. Kajtár Edvárd: a Magyar Érdemrend Lovagkeresztje: 2025
- Dr. Balogh Ágnes intézményi jogász: a Magyar Érdemrend Lovagkeresztje: 2024
- Dr. Kvanduk Frigyes: Trefort Ágoston-díj: 2024

## A főiskola által alapított díjak és a díjazottak névsora

### Koppenbachi Vilmos-díj
- 2024: Pécsi Akadémiai Bizottság
- 2023: Dr. Hankó Balázs innovációért és felsőoktatásért felelős államtitkár, Hegyi László főtanácsadó
- 2022: Pécsi Tudományegyetem

### Pro Doctrina Theologiae Emlékérem
- 2024: Prof. Dr. Piotr Morciniec
- 2022: Mayer Mihály nyugalmazott püspök, Dr. Horváth István nyugalmazott főiskolai tanár

### Belon Gellért Emlékérem
- 2024: Prof. Dr. Grüll Tibor, Dr. Lukács Ottilia

### Az Év Oktatója-díj
- 2024: Dr. Csonta István, Dr. Tiringer Aranka
- 2023: Dr. Nyúl Viktor
- 2022: Dr. Kvanduk Frigyes

### Az Év Kutatója-díj
- 2024: Dr. Szalay Mátyás
- 2023: Dr. Lukács Ottilia
- 2022: Dr. Ragadics Tamás

### A Főiskola Közösségéért-díj
- 2024: Fábián Bence
- 2023: Németh Zsófia
- 2022: Szakmári Eszter

## Elérhetőség
A főiskola a pécsi székesegyháztól mintegy 5 percnyi sétára található keleti irányban, a Széchenyi tértől észak felé haladva hasonló idő alatt érhetjük el. Pontos címe:
Pécsi Püspöki Hittudományi Főiskola
7625 Pécs, Hunyadi János utca 11.
Telefon: (20) 333 11 33

## Külső hivatkozások
- Hivatalos weboldal
- A fenntartó honlapja